# Alpha Dia
Alpha Dia (* 1992 Dioucoul, Senegal) je model původem ze Senegalu, odkud přišel do Německa a žije v Hamburku. Do prosince 2014 pracoval jako barman, když se dal na modeling. Pracoval pro agentury Marilyn Agency v Paříži, CREW Model Management v Miláně, Modelwerk v Hamburku, Two Management v Los Angeles. V roce 2016 vystupoval na přehlídkách například značek Prada, Dolce & Gabbana a dalších.
V České republice vešel do širšího povědomí počátkem roku 2017, kdy jeho fotografie publikoval obchodní řetězec Lidl ve svém reklamním letáku a následně čelil negativním reakcím a rasistickým komentářům některých lidí na Facebooku. Někteří se vyjadřovali o modelech „negroidního typu“, spojovali to s multikulturalitou a uváděli, že kvůli tomu přestanou v Lidlu nakupovat. Někteří společnost naopak podpořili, včetně ministra zemědělství Mariana Jurečky či ministra pro lidská práva Jana Chvojky. Další si z rasistických reakcí dělali legraci. Samotný řetězec rasovou manipulaci odmítl a kritice neustoupil. Uvedl např., že „v Evropě 21. století spolu žijí různé rasy a čím víc člověk ze světa pozná, tím větší toleranci vůči jiným má“. Rovněž několik dalších společnosti Lidl podpořilo vlastními poutači. Záležitost vyvolala pozornost médií i na Slovensku, v Maďarsku, Německu a dalších evropských zemích. Alpha Dia vyjádřil v rozhovoru pro německý Frankfurter Allgemeine Zeitung, že ho taková odezva překvapila, sám se s projevy rasismu občas setkává spíš v běžném životě než v práci, ačkoli i existenci rasismu v modelingu připustil. Na svůj instagramový profil umístil obrázek vyjadřující „Miluju Česko“ s vlastním popiskem: „Děkuju vám za vaši lásku. České pivo je lepší než to z Německa. Nepřestávejte se usmívat“.
Alpha Dia je muslim. Po berlínském útoku na vánočním trhu na instagramovém účtu vyvěsil svůj snímek s komentářem: „Moje jméno je Alpha Dia, jsem muslim a nenávidím teror.“